# روي كوتن
روي كوتن (بالإنجليزية: Roy Cotton)‏ هو لاعب دوري الرغبي ولاعب كرة قدم نيوزيلندي، ولد في 14 نوفمبر 1955 في فولهام في المملكة المتحدة. شارك مع منتخب إنجلترا تحت 18 سنة لكرة القدم. أما مع النوادي، فقد لعب مع توتنهام هوتسبير ونادي ألدرشوت ونادي برينتفورد ونادي سيدني أوليمبيك ونادي ليتون أورينت ونادي هيلينغدون بورو ووولونغونغ وولفز.